# Pallacanestro Virtus Roma 2008-2009
Questa voce raccoglie le informazioni riguardanti la Pallacanestro Virtus Roma nelle competizioni ufficiali della stagione 2008-2009.

## Stagione
La stagione 2008-2009 della Pallacanestro Virtus Roma, sponsorizzata Lottomatica, è la 25ª nel massimo campionato italiano di pallacanestro, la Serie A.

## Roster
Aggiornato al 30 dicembre 2021.
| Lottomatica Roma 2008-09 | Lottomatica Roma 2008-09 |
| Giocatori                | Staff tecnico            |
| ------------------------ | ------------------------ |

| N. | Naz.                                         | Ruolo | Nome                   | Anno | Alt.   | Peso   |  |
| -- | -------------------------------------------- | ----- | ---------------------- | ---- | ------ | ------ |  |
| 5  | Italia (bandiera)                            | P     | Jacopo Giachetti       | 1983 | 191 cm | 85 kg  |  |
| 6  | Italia (bandiera)                            | AC    | Angelo Gigli           | 1983 | 209 cm | 94 kg  |  |
| 7  | Slovenia (bandiera) · Italia (bandiera)      | PG    | Sani Bečirovič         | 1981 | 195 cm | 90 kg  |  |
| 8  | Italia (bandiera)                            | AG    | Alessandro Tonolli (C) | 1974 | 202 cm | 99 kg  |  |
| 9  | Stati Uniti (bandiera)                       | C     | Andre Hutson           | 1979 | 202 cm | 104 kg |  |
| 10 | Italia (bandiera)                            | P     | Giulio Casale          | 1991 | 180 cm |        |  |
| 10 | Italia (bandiera)                            | PG    | Dario D'Alessio        | 1991 | 180 cm |        |  |
| 11 | Stati Uniti (bandiera)                       | PG    | Brandon Jennings       | 1989 | 185 cm | 77 kg  |  |
| 12 | Slovenia (bandiera)                          | C     | Primož Brezec          | 1979 | 216 cm | 115 kg |  |
| 13 | Italia (bandiera)                            | GA    | Luigi Datome           | 1987 | 202 cm | 90 kg  |  |
| 14 | Spagna (bandiera)                            | A     | Rodrigo de la Fuente   | 1976 | 200 cm | 99 kg  |  |
| 16 | Stati Uniti (bandiera)                       | G     | Allan Ray              | 1984 | 188 cm | 86 kg  |  |
| 17 | Stati Uniti (bandiera) · Panama (bandiera)   | G     | Rubén Douglas          | 1979 | 193 cm | 90 kg  |  |
| 18 | Argentina (bandiera) · Italia (bandiera)     | A     | Roberto Gabini         | 1975 | 198 cm | 98 kg  |  |
| 19 | Slovenia (bandiera)                          | AG    | Jurica Golemac         | 1977 | 209 cm | 111 kg |  |
| 20 | Stati Uniti (bandiera) · Bulgaria (bandiera) | P     | Ibrahim Jaaber         | 1984 | 188 cm | 82 kg  |  |
| -  | Italia (bandiera)                            |       | Andrea La Ragione      | 1990 |        |        |  |
| -  | Italia (bandiera)                            | AP    | Valerio Staffieri      | 1992 | 195 cm | 80 kg  |  |

| Allenatore |
| - Jasmin Repeša (fino al 10 dicembre) - Ferdinando Gentile (dal 10 dicembre)                                     |
| Assistente/i |
| - Ferdinando Gentile (fino al 10 dicembre) - Antimo Martino Legenda - (C) Capitano - (IN) Inattivo - Infortunato |

## Mercato

### Sessione estiva
| Acquisti | Acquisti         | Acquisti         | Acquisti          | Acquisti |
| R.       | Nome             | da               | Modalità          |          |
| -------- | ---------------- | ---------------- | ----------------- | -------- |
| AC       | Andre Hutson     | Efes Pilsen      | definitivo        |          |
| P        | Ibrahim Jaaber   | Egaleo           | riscatto prestito |          |
| C        | Primož Brezec    | Toronto Raptors  | definitivo        |          |
| PG       | Sani Bečirovič   | Panathīnaïkos    | definitivo        |          |
| AC       | Angelo Gigli     | Pall. Treviso    | definitivo        |          |
| AP       | Luigi Datome     | Mens Sana Siena  | definitivo        |          |
| PG       | Brandon Jennings | Oak Hill Academy | definitivo        |          |
| AG       | Daniele Bonessio | Jesi Academy     | fine prestito     |          |
| C        | Simone Bagnoli   | Pall. Pavia      | fine prestito     |          |

| Cessioni | Cessioni         | Cessioni          | Cessioni       | Cessioni |
| R.       | Nome             | a                 | Modalità       |          |
| -------- | ---------------- | ----------------- | -------------- | -------- |
| AC       | Gregor Fučka     | Free agent        | fine contratto |          |
| G        | Jón Stefánsson   | KR Reykjavík      | fine contratto |          |
| P        | Roko Ukić        | Toronto Raptors   | fine contratto |          |
| AC       | Erazem Lorbek    | CSKA Mosca        | fine contratto |          |
| AP       | David Hawkins    | Olimpia Milano    | fine contratto |          |
| C        | Andrea Crosariol | Pall. Treviso     | fine prestito  |          |
| G        | Pietro Aradori   | Olimpia Milano    | fine prestito  |          |
| AG       | Daniele Bonessio | Cestistica Ostuni | fine contratto |          |
| C        | Simone Bagnoli   | Basket Livorno    | fine contratto |          |

### Dopo l'inizio della stagione
| Acquisti | Acquisti       | Acquisti    | Acquisti         | Acquisti   |
| R.       | Nome           | da          | Data             | Modalità   |
| -------- | -------------- | ----------- | ---------------- | ---------- |
| G        | Rubén Douglas  | Valencia    | 16 febbraio 2009 | definitivo |
| AG       | Jurica Golemac | Panellīnios | 11 maggio 2009   | definitivo |

| Cessioni | Cessioni  | Cessioni     | Cessioni        | Cessioni    |
| R.       | Nome      | a            | Data            | Modalità    |
| -------- | --------- | ------------ | --------------- | ----------- |
| G        | Allan Ray | B.C. Ferrara | 16 gennaio 2009 | rescissione |

## Risultati
- Serie A:
  - stagione regolare: 2º posto su 16 squadre (20-10);
  - playoff: eliminazione ai quarti di finale contro Biella (2-3);
- Coppa Italia:
  - eliminazione ai quarti di finale contro la Virtus Bologna;
- Eurolega:
  - eliminazione al termine della fase a gironi delle Top 16.